# Kherson (tỉnh của Đế quốc Nga)

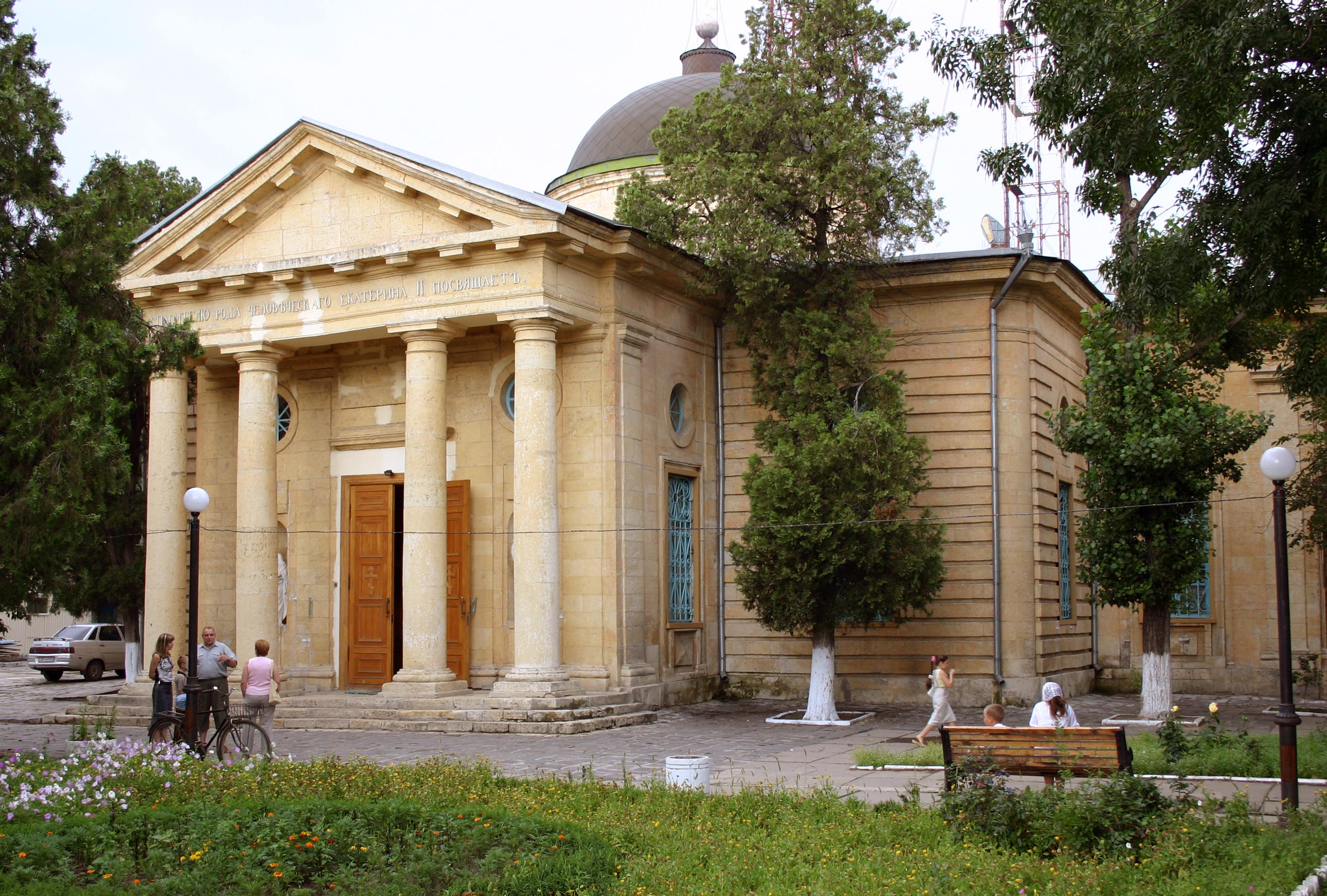
Nhà thờ lớn dành cho Thánh Catarina tại Kherson là trụ sở tỉnh khi đó.

Tỉnh Kherson, cho đến năm 1803 gọi là tỉnh Nikolaev, là một tỉnh (guberniya) của Đế quốc Nga, với trung tâm là Kherson. Tỉnh này có diện tích 71.936 km² và có dân số 2.733.612 người tại thời điểm điều tra dân số năm 1897. Tỉnh này giáp với tỉnh Podolia ở phía tây bắc, tỉnh Kiev ở phía bắc, tỉnh Poltava ở phía đông bắc, tỉnh Yekaterinoslav ở phía đông, tỉnh Taurida về phía đông nam, biển Đen ở phía nam và tỉnh Bessarabia ở phía tây. Tỉnh này đại khái tương ứng với phần lớn các tỉnh Mykolaiv, Kirovohrad và Odesa ngày nay và một phần của các tỉnh Kherson và Dnipropetrovsk.
Nền kinh tế của tỉnh chủ yếu dựa vào nông nghiệp. Trong vụ thu hoạch ngũ cốc, hàng nghìn lao động nông nghiệp từ các vùng của Đế quốc tìm được việc làm trong khu vực. Lĩnh vực công nghiệp của nền kinh tế kém phát triển, bao gồm chủ yếu là xay xát bột mì, chưng cất, công nghiệp gia công kim loại, khai thác sắt, chế biến đường từ củ cải đường và công nghiệp gạch.

## Hành chính
Từ năm 1809, tỉnh này bao gồm năm huyện (uyezd): Kherson, Aleksandria, Ovidiopol, Tiraspol và Yelisavetgrad. Thành phố Odessa mang một vị thế đặc biệt. Năm 1825, huyện Odessa và năm 1834, huyện Ananyev được bổ sung vào bộ phận lãnh thổ của tỉnh Kherson. Huyện thứ bảy là Bobrynets tồn tại từ năm 1828 đến năm 1865. Các thành phố Odessa và Nikolayev (năm 1803–1861) và vùng lân cận được quản lý riêng: Odessa do một gradonachalnik (tiếng Nga: градоначальник) chịu trách nhiệm trực tiếp trước sa hoàng và (từ năm 1822) trước Toàn quyền Novorossiya và Bessarabia, còn Nikolayev do một thống đốc quân sự quản lý.
Năm 1920, dưới sự cai trị của những người Bolshevik, lãnh thổ của tỉnh này rộng 70.600 km² được chia tách để thành lập tỉnh Odessa mới. Tỉnh Kherson còn lại được đổi tên thành tỉnh Mykolaiv (Nikolayev) vào năm 1921, và năm 1922 được sáp nhập với tỉnh Odessa. Năm 1925, tỉnh Odessa bị bãi bỏ và lãnh thổ của nó được chia thành sáu okruha: Kherson, Kryvyi Rih, Mykolaiv, Odessa, Pershotravneve và Zinoviivske.
| Huyện                     | Huyện                               | Thủ phủ       | Huy hiệu thủ phủ | Diện tích                            | Dân số (điều tra 1897) |
| Tên chuyển tự             | Tiếng Nga                           | Thủ phủ       | Huy hiệu thủ phủ | Diện tích                            | Dân số (điều tra 1897) |
| ------------------------- | ----------------------------------- | ------------- | ---------------- | ------------------------------------ | ---------------------- |
| Aleksandriysky            | Александрійскій                     | Aleksandriya  |                  | 11.165 km2 (4.311 dặm vuông Anh)     | 327.199                |
| Ananyevsky                | Ананьевскій                         | Ananev        |                  | 10.289,2 km2 (3.972,7 dặm vuông Anh) | 187.226                |
| Yelisavetgradsky          | Елисаветградскій                    | Yelisavetgrad |                  | 15.866,8 km2 (6.126,2 dặm vuông Anh) | 507.660                |
| Odessky                   | Одесскій                            | Odessa        |                  | 10.552,1 km2 (4.074,2 dặm vuông Anh) | 532.729                |
| Tiraspolsky               | Тираспольскій                       | Tiraspol      |                  | 7.228,9 km2 (2.791,1 dặm vuông Anh)  | 206.568                |
| Khersonsky                | Херсонскій                          | Kherson       |                  | 19.553 km2 (7.549 dặm vuông Anh)     | 532.956                |
| Tỉnh Chiến tranh Nikolaev | Николаевское воѣнное губернаторство | Nikolaev      |                  | 197,3 km2 (76,2 dặm vuông Anh)       | 92.000                 |

## Thành phố chính
Theo điều tra nhân khẩu Nga năm 1897
- Odessa – 403.815 (người Nga – 198.233, Do Thái – 124.511, Ukraina – 37.925)
- Nikolayev – 92.012 (Nga – 61.023, Do Thái – 17.949, Ukraina – 7.780)
- Yelizavetgrad – 61.488 (Do Thái – 23.256, Nga – 21.301, Ukraina – 14.523)
- Kherson – 59.076 (Nga – 27.902, Do Thái – 17.162, Ukraina – 11.591)
- Tiraspol – 31.616 (Nga – 14.013, Do Thái – 8.568, Ukraina – 3.708)
- Ananiv – 16.684 (Ukraina – 7.205, Romania – 4.174, Do Thái – 3.514)
- Voznesensk – 15.748 (Do Thái – 5.879, Ukraina – 5.644, Nga – 2.583)
- Bobrinets – 14.281 (Ukraina – 9.529, Do Thái – 3.464, Nga – 837)
- Aleksandriya – 14.007 (Ukraina – 7.658, Do Thái – 3.687, Nga – 2.364)
- Beryslav – 12.149 (Ukraina – 8.852, Do Thái – 2.639, Nga – 524)
- Dubossary – 12.089 (Do Thái – 5.326, Romania – 3.383, Ukraina – 2.841)
- Novogeorgiyevsk – 11.594 (Nga – 6.631, Ukraina – 3.372, Do Thái – 1.424)
- Ochakov – 10.786 (Ukraina – 5.204, Nga – 3.508, Do Thái – 1.430)
- Novomirgorod – 9.364 (Nga – 7.025, Do Thái – 1.617, Ukraina – 572)
- Grigoriopol – 7.605 (Romania – 3.740, Nga – 1.832, Do Thái – 832)
- Olviopol – 6,884 (Ukraina – 5.022, Do Thái – 1.480, Nga – 271)
- Ovidiopol – 5.187 (Ukraina – 2.785, Nga – 1.997, Do Thái – 387)
- Mayaky – 4.575 (Nga – 2.865, Ukraina – 944, Do Thái – 644)

## Nhân khẩu
Cho đến năm 1858, một phần ba dân số (người định cư quân sự, khu định cư đô đốc, thực dân nước ngoài, v.v.) phải tuân theo thiết quân luật. Tỉnh có dân số khoảng 245.000 người vào năm 1812; 893.000 vào năm 1851; 1.330.000 vào năm 1863; 2.027.000 vào năm 1885; 2.733.600 vào năm 1897; và 3.744.600 vào năm 1914. Trong những năm 1850, tỉnh bao gồm người Ukraina (68–75 %), người Romania (8–11 %), người Nga (3–7 %), người Do Thái (6 %), người Đức (4 %), người Bulgaria (2 %), người Ba Lan, người Hy Lạp, và người Digan. Năm 1914, người Ukraina chỉ chiếm 53% dân số, trong khi người Nga chiếm 22% và người Do Thái là 12%. Cư dân thành thị chiếm 10 đến 20% dân số cho đến những năm 1850, sau đó tỷ lệ cư dân thành thị tăng lên, lên khoảng 30% vào năm 1897. Di cư trong Đế quốc Nga chủ yếu góp phần vào sự gia tăng dân số của khu vực, với 46% dân số sinh ra bên ngoài tỉnh vào năm 1897.
Theo Điều tra nhân khẩu của Đế quốc Nga vào ngày 28 tháng 1 [15 tháng 1 lịch cũ] 1897, tỉnh Kherson có dân số 2.733.612, bao gồm 1.400.981 nam và 1.332.631 nữ. Phần lớn dân số xem tiếng Tiểu Nga tức tiếng Ukraina là tiếng mẹ đẻ của họ, với các nhóm thiểu số đáng kể nói tiếng Nga, tiếng Do Thái, tiếng Romania và tiếng Đức.
| Ngôn ngữ      | Người bản ngữ | Tỷ lệ  |
| ------------- | ------------- | ------ |
| Tiểu Nga      | 1.462.039     | 53,48  |
| Đại Nga       | 575.375       | 21,05  |
| Do Thái       | 322.537       | 11,80  |
| Romania       | 147.218       | 5,39   |
| Đức           | 123.453       | 4,52   |
| Ba Lan        | 30.894        | 1,13   |
| Bulgaria      | 25.685        | 0,94   |
| Bạch Nga      | 22.958        | 0,84   |
| Hy Lạp        | 8.257         | 0,30   |
| Tatar         | 3.152         | 0,12   |
| Armenia       | 2.070         | 0,08   |
| Digan         | 1.671         | 0,06   |
| Pháp          | 1.353         | 0,05   |
| Czech         | 1.351         | 0,05   |
| Ý             | 834           | 0,03   |
| Thụy Điển     | 662           | 0,02   |
| Latvia        | 619           | 0,02   |
| Thổ Nhĩ Kỳ    | 508           | 0,02   |
| Litva         | 478           | 0,01   |
| Anh           | 475           | 0,01   |
| Estonia       | 303           | 0,01   |
| Gruzia        | 201           | 0,01   |
| Mordavia      | 170           | 0,01   |
| Ngôn ngữ khác | 919           | 0,03   |
| TOTAL         | 2.733.612     | 100,00 |

| Giáo phái                    | Nam giới  | Nữ giới   | Tổng      | Tổng   |
| Giáo phái                    | Nam giới  | Nữ giới   | Số lượng  | Tỷ lệ  |
| ---------------------------- | --------- | --------- | --------- | ------ |
| Chính thống giáo Đông phương | 1.123.860 | 1.067.219 | 2.191.079 | 80,15  |
| Do Thái giáo                 | 168.425   | 171.485   | 339.910   | 12,43  |
| Công giáo La Mã              | 53.140    | 42.087    | 95.227    | 3,48   |
| Giáo hội Luther              | 29.229    | 27.328    | 56.557    | 2,07   |
| Cựu tín đồ                   | 13.923    | 14.131    | 28.054    | 1,03   |
| Baptist                      | 2.719     | 2.696     | 5.415     | 0,20   |
| Mennonite                    | 2.734     | 2.652     | 5.386     | 0,20   |
| Cải cách                     | 2.507     | 2.503     | 5.010     | 0,18   |
| Hồi giáo                     | 1.964     | 403       | 2.367     | 0,09   |
| Tông truyền Armenia          | 1.307     | 905       | 2.212     | 0,08   |
| Karaite                      | 954       | 1.054     | 2.008     | 0,07   |
| Anh giáo                     | 80        | 83        | 163       | 0,01   |
| Công giáo Armenia            | 59        | 19        | 78        | 0,00   |
| Phật giáo                    | 13        | 11        | 24        | 0.00   |
| Cơ Đốc giáo khác             | 64        | 55        | 119       | 0,00   |
| phi Cơ Đốc giáo khác         | 3         | 0         | 3         | 0,00   |
| Tổng                         | 1.400.981 | 1.332.631 | 2.733.612 | 100,00 |